# Carlia peronii
Carlia peronii es una especie de escincomorfos de la familia Scincidae.

## Distribución geográfica
Es endémica de Timor Occidental (Indonesia).